# Wilgotność bezwzględna
Wilgotność bezwzględna – zawartość pary wodnej w powietrzu, w jednostce objętości równej 1 m³, wyrażona w gramach [g/m³].
Wilgotność bezwzględna pary wodnej nazywana jest także gęstością bezwzględną pary wodnej.